# David Morris Taylor
David Morris Taylor III, noto anche con il soprannome Magic Man, (Reno, 5 dicembre 1990), è un lottatore statunitense, specializzato nella lotta libera.
È stato campione olimpico ai Giochi di Tokyo 2020 nella lotta libera 86 chilogrammi e campione iridato ai mondiali di Budapest 2018, Belgrado 2022 e Belgrado 2023 nella stessa categoria.

## Palmarès
- Giochi olimpici

Tokyo 2020: oro nella lotta libera 86 kg.
- Mondiali

Budapest 2018: oro negli -86 kg.
Oslo 2021: argento negli -86 kg.
Belgrado 2022: oro negli -86 kg.
Belgrado 2023: oro negli -86 kg.
- Campionati panamericani

Lima 2018: oro negli -86 kg.
Buenos Aires 2019: oro negli -86 kg.
Città del Guatemala 2021: oro negli -86 kg.
- Universiadi

Kazan' 2013: bronzo nei -74 kg.